# Punto medio

Punto medio de un segmento, hallado mediante regla y compás: el punto medio es la intersección de la recta roja con el segmento en negro.

Punto medio en matemática, es el punto que se encuentra a la misma distancia de otros dos puntos cualquiera o extremos de un segmento.
Más generalmente punto equidistante en matemática, es el punto que se encuentra a la misma distancia de dos elementos geométricos, ya sean puntos, segmentos, rectas, etc.
Si es un segmento, el punto medio es el que lo divide en dos partes iguales. En ese caso, el punto medio es único y equidista de los extremos del segmento. Por cumplir esta última condición, pertenece a la mediatriz del segmento.

## Construcción geométrica
Se hace buscando puntos del eje de simetría de los elementos dados en cada caso. Si no son simétricos se hacen aproximaciones mediante arcos o paralelas para hallar los puntos medios o equidistantes según el caso.
por ejemplo cuando sumas 3 x 93 es lo mismo que un punto medio porque si haces una línea o raya y pones un circulito en medio o una bolita en medio y eso es un punto medio

## Coordenadas cartesianas

### En el plano cartesiano
Dado un segmento, cuyos extremos tienen por coordenadas: 
{\displaystyle A=(x_{1},y_{1})} y {\displaystyle B=(x_{2},y_{2}).}
El punto medio, {\displaystyle P_{m}}, tendrá por coordenadas: 
{\displaystyle P_{m}={\bigg (}{\frac {x_{1}+x_{2}}{2}},{\frac {y_{1}+y_{2}}{2}}{\bigg )}}

#### En el espacio cartesiano
Sean los extremos con coordenadas
{\displaystyle A=(x_{1},y_{1},z_{1})} y {\displaystyle B=(x_{2},y_{2},z_{2}).}
El punto medio tiene como coordenadas:
{\displaystyle P_{m}={\bigg (}{\frac {x_{1}+x_{2}}{2}},{\frac {y_{1}+y_{2}}{2}},{\frac {z_{1}+z_{2}}{2}}{\bigg )}}

## En otros casos
En el triángulo
- La mediana une el punto medio de un lado con el vértice del lado opuesto.
- Si se unen los tres puntos medios de un triángulo se construye un triángulo semejante al original, cuya área es un cuarto del área primitiva.
- En el punto medio de cada lado de un triángulo se levanta la mediatriz respectiva de dicho lado.
- El punto medio de la hipotenusa de un triángulo rectángulo es el centro de la circunferencia circunscrita a dicho triángulo.

En las cónicas
- En la elipse: el centro es el punto medio de su eje mayor, como también del segmento que une los focos.
- En la hipérbola: el centro es el punto medio del segmento que une los focos.
- El centro de una circunferencia es el punto medio de cualquier diámetro.

En paralelogramos
- El punto medio de una diagonal de un rectángulo es centro de simetría
- El punto medio de cualquier diagonal de un rombo es el vértice del ángulo recto de los cuatro triángulos rectángulos definidos por las dos diagonales.
- El punto medio de la diagonal de un cuadrado es centro de simetría.